# Alexander Gamnitzer
Alexander Gamnitzer (* 1978 in Karl-Marx-Stadt) ist ein deutscher Schauspieler, Sprecher und Theaterregisseur.

## Leben

### Ausbildung
Gamnitzer absolvierte von 1998 bis 2002 seine Schauspielausbildung an der Hochschule für Schauspielkunst Ernst Busch in Berlin. Während seiner Ausbildung spielte er von 1999 bis 2002 am bat-Studiotheater. Von 2001 bis 2002 war er als Gast am Berliner Ensemble tätig. 2001 erhielt er den Max-Reinhardt-Preis für die beste Einzelleistung beim Theatertreffen Deutschsprachiger Schauspielstudierender in Bern.

### Theater
Sein erstes Festengagement hatte Gamnitzer am Theater Freiburg (2002–2006). Dort spielte er u. a. Adonis in Venus und Adonis (2002; Regie: Sybille Fabian), Gernot in Kriemhilds Traum von Moritz Rinke (2002; Regie: Sebastian Baumgarten), Max Piccolomini in Wallenstein (2004; Regie: Gerd Heinz), Queequeg in Moby Dick (2004; Regie: Amélie Niermeyer) und Graf F... in Die Marquise von O.... (2004; Regie: Sybille Fabian).
Anschließend war er von 2006 bis 2008 am Schauspiel Leipzig engagiert.  Hier gehörten u. a. Ruprecht in Der zerbrochne Krug (2006; Regie: Deborah Epstein), die Titelrolle in Liliom (2006; Regie: Jan Jochymski), Mosca in Volpone von Ben Jonson (2007; Regie: Marc Lunghuß, beim Sommertheater vor dem Gohliser Schlösschen) und Lövborg in Hedda Gabler (2007; Regie: Markus Dietz) zu seinen Bühnenrollen.
Ab Sommer 2008 arbeitete er als freier Schauspieler und trat regelmäßig als Gast am Staatsschauspiel Dresden auf. Er spielte dort u. a. Haimon in Antigone (2008; als Rollenübernahme, Regie: Yael Ronen), Tempelherr in Nathan der Weise (April 2009; als Rollenübernahme mit Dieter Mann als Partner in der Titelrolle, Regie: Holk Freytag) und übernahm kleinere Rollen in König Lear (2008) und Wilhelm Tell (2009). 2010 gastierte er am LOFFT Leipzig und am Societätstheater Dresden, im Dezember 2011 erneut am Staatsschauspiel Dresden (als „Geist der gegenwärtigen Weihnacht“ in der laufenden Inszenierung von Charles Dickens’ Weihnachtserzählung A Christmas Carol), 2013 am Opernhaus Halle. Außerdem wirkte er bei freien Theaterproduktionen mit.
Seit Sommer 2013 ist er als Schauspieler und Studioleiter am neuen theater Halle engagiert. Hier trat er u. a. als Molières Tartuffe (Antrittsrolle, Premiere: November 2013; Regie: Matthias Brenner), als Herr John in Die Ratten (Premiere: Januar 2014; Regie: Henriette Hörnigk), als Häuptling Bromden in Einer flog über das Kuckucksnest (Premiere: März 2014; Regie: Niklas Ritter), als Danton von Dantons Tod (Premiere: Juli 2014; Regie: Jörg Steinberg) und als Stanley Kowalski in Endstation Sehnsucht (Premiere: Mai 2015; Regie: Andreas Rehschuh). In Endstation Sehnsucht war Danne Suckel als Blanche DuBois seine Bühnenpartnerin. In der Spielzeit 2015/16 übernahm er am Neuen Theater Halle die Rolle des Hauptmanns Otto in einer Bühnenfassung der Goethe’schen Wahlverwandtschaften (Premiere: September 2015; Regie: Henriette Hörnigk).

### Lehrtätigkeit und Regie
Seit 2011 ist Alexander Gamnitzer als Schauspieldozent an der Hochschule für Musik und Theater »Felix Mendelssohn-Bartholdy« in Leipzig tätig.
Seit 2014 arbeitet Gamnitzer auch als Theaterregisseur. Seine erste eigene Inszenierung war im Mai 2014 am Neuen Theater Halle das Stück Salzwasser von Conor McPherson, wo er auch die Rolle des Ray übernahm. Im September 2014 folgte mit Studenten des Schauspielstudios Halle seine zweite Regiearbeit Die Flinte, die Laterne und Mary Monroe nach Motiven des Buchs von Clemens Meyer. Im Juni 2016 hatte Gamnitzers erste Sommertheater-Inszenierung Premiere. Mit den Studenten des 2. Studienjahres der Theaterhochschule „Hans Otto“ Leipzig der HMT Leipzig inszenierte er im Innenhof des Grassimuseums in Leipzig die Shakespeare-Komödie Viel Lärm um Nichts.

### Film und Fernsehen
Gamnitzer übernahm seit 2002 neben seiner schwerpunktmäßigen Arbeit am Theater auch immer wieder meist mittlere und kleinere Rollen im Film und im Fernsehen. Häufig spielte dabei unangenehme, gewalttätige Charaktere oder den Bösewicht.
In der RTL-Fernsehserie Hinter Gittern – Der Frauenknast hatte er 2003–2004 eine wiederkehrende Seriennebenrolle. Er war ‚Toast‘, der langhaarige Handlanger der Serienfigur Erich Gomulka. In der SAT1-Serie Alphateam – Die Lebensretter im OP hatte er in der Folge Blutrausch (Erstausstrahlung: Februar 2004) eine Episodenhauptrolle; er spielte den bei einer Bühnenaufführung verletzten Musical-Darsteller Frederik Franzen, der seine Rolle als Vampir im Musical Tanz der Vampire auch in der Notaufnahme noch weiterspielt.
Weitere Episodenrollen hatte er in der Folgezeit u. a. in Tierärztin Dr. Mertens (2008; als Tierpfleger Peter Müller) und Alarm für Cobra 11 – Die Autobahnpolizei (2011; als Gangster und Komplize Lars Waldeck, an der Seite von Florian Fitz). In dem Wilsberg-Krimi Aus Mangel an Beweisen (Erstausstrahlung: Januar 2012) hatte er die kleine Rolle des prolligen Fredi Düsterbeck.
Im November 2014 stand Gamnitzer auch für eine internationale Kinoproduktion vor der Kamera. In dem deutsch-französischen Film L‘Origine de la Violence von Regisseur Élie Chouraqui spielte er Jan, den Bruder von Gabi (Miriam Stein), der versucht, ihre Beziehung mit der männlichen Hauptfigur Nathan (Stanley Weber) zu retten.
Mehrfach wirkte Gamnitzer in kleinen Nebenrollen in der ZDF-Krimiserie SOKO Leipzig mit, wo er u. a. einen Türsteher, den Sheriff einer Westernstadt und zweimal einen Barkeeper, der als Zeuge befragt wird, spielte. Im Januar 2017 war Gamnitzer in der ZDF-Serie SOKO Leipzig erneut in einer Episodenrolle zu sehen. Er spielte den Polizeibeamten Thomas Lechner, der falsche Angaben macht, um seinem Vorgesetzten (Simon Schwarz) zu decken.

### Sprecherarbeiten
Neben seiner Tätigkeit als Schauspieler arbeitet Gamnitzer auch als Sprecher für Hörspiele und für TV-Dokumentationen. Als Rezitator trat er u. a. mit Texten von Thomas Mann (Bekenntnisse des Hochstaplers Felix Krull, Der Zauberberg, Königliche Hoheit, Buddenbrooks), Edgar Allan Poe, Mark Twain und Grigori Kanowitsch hervor.

### Privates
Gamnitzer lebt in Leipzig. Er ist verheiratet. Seine Frau betreibt ein Modelabel; sie führt seit 2010 ein Modegeschäft in der Leipziger Innenstadt.

## Filmografie (Auswahl)
- 2002: Berlin, Berlin (Fernsehserie)
- 2003–2004: Hinter Gittern – Der Frauenknast (Fernsehserie; Serienrolle)
- 2004: Alphateam – Die Lebensretter im OP (Fernsehserie; Folge: Blutrausch)
- 2007: krimi.de (Fernsehserie, Folge: Bunte Bonbons)
- 2008: Tierärztin Dr. Mertens (Fernsehserie; Folge: Leichtsinn)
- 2008: Escape (Kurzfilm)
- 2008: SOKO Leipzig (Fernsehserie; Folge: Maskenball)
- 2010: SOKO Leipzig (Fernsehserie; Folge: High Noon)
- 2011: Alarm für Cobra 11 – Die Autobahnpolizei (Fernsehserie; Folge: Das Zweite Leben)
- 2011: Signa Mortis (Kurzfilm)
- 2012: Wilsberg: Aus Mangel an Beweisen (Fernsehreihe)
- 2012: SOKO Leipzig (Fernsehserie; Folge: Kind in Angst)
- 2016: Der schwarze Nazi (Spielfilm)
- 2017: SOKO Leipzig (Fernsehserie; Folge: Wer Wind sät)
- 2017: Tatort: Auge um Auge (Fernsehreihe)
- 2019: Preis der Freiheit (Fernsehfilm)
- 2020: SOKO Wismar (Fernsehserie; Folge: Der Tod fährt Pedelec)
- 2020: SOKO Leipzig (Fernsehserie; Folge: Tod im Angebot)